# UEFA-Pokal 1971/72
Der UEFA-Pokal 1971/72 war die 1. Auflage dieses Wettbewerbs, an dem 64 Vereinsmannschaften teilnahmen, und wurde von Tottenham Hotspur in einem rein englischen Finale gegen die Wolverhampton Wanderers gewonnen. Der UEFA-Pokal war Nachfolger des Messestädte-Pokals.
Der Wettbewerb wurde in sechs Runden in Hin- und Rückspielen ausgetragen. Bei Torgleichstand entschied zunächst die Anzahl der auswärts erzielten Tore, anschließend gab es eine Verlängerung und ggf. ein Elfmeterschießen.

## 1. Runde
|                         | Gesamt    |                         | Hinspiel | Rückspiel |
| ----------------------- | --------- | ----------------------- | -------- | --------- |
| FC Den Haag-ADO         | 7:2       | FC Aris Bonneweg        | 5:0      | 2:2       |
| Glentoran FC            | 1:7       | Eintracht Braunschweig  | 0:1      | 1:6       |
| ÍB Keflavík             | 01:15     | Tottenham Hotspur       | 1:6      | 0:9       |
| Fenerbahçe Istanbul     | 2:4       | Ferencváros Budapest    | 1:1      | 1:3       |
| Vitória Setúbal         | (a)2:2(a) | Olympique Nîmes         | 1:0      | 1:2       |
| SK Rapid Wien           | 1         | KS Vllaznia Shkodra     |          |           |
| FC Bologna              | 3:1       | RSC Anderlecht          | 1:1      | 2:0       |
| Marsa FC                | 00:11     | Juventus Turin          | 0:6      | 0:5       |
| AS Saint-Étienne        | 2:3       | 1. FC Köln              | 1:1      | 1:2       |
| FC Basel                | 2:4       | Real Madrid             | 1:2      | 1:2       |
| FC Carl Zeiss Jena      | 4:3       | Lokomotive Plowdiw      | 3:0      | 1:3       |
| Celta Vigo              | 0:3       | FC Aberdeen             | 0:2      | 0:1       |
| Dinamo Zagreb           | 8:2       | FC Botew Wraza          | 6:1      | 2:1       |
| FC Dundee               | 5:2       | Akademisk BK Gladsaxe   | 4:2      | 1:0       |
| Hamburger SV            | 2:4       | FC St. Johnstone        | 2:1      | 0:3       |
| Hertha BSC              | 7:2       | IF Elfsborg             | 3:1      | 4:1       |
| Lierse SK               | 4:2       | Leeds United            | 0:2      | 4:0       |
| FC Lugano               | 1:3       | Legia Warschau          | 0:0      | 1:3       |
| OFK Belgrad             | 6:3       | Djurgårdens IF          | 4:1      | 2:2       |
| FC Porto                | 1:3       | FC Nantes               | 0:2      | 1:1       |
| Rosenborg Trondheim     | 4:0       | Helsingfors IFK         | 3:0      | 1:0       |
| FC Southampton          | 2:3       | Atlético Bilbao         | 2:1      | 0:2       |
| Spartak Moskau          | 3:2       | VSS Košice              | 2:0      | 1:2       |
| UTA Arad                | 5:4       | SV Austria Salzburg     | 4:1      | 1:3       |
| Vasas Budapest          | 2:1       | Shelbourne FC           | 1:0      | 1:1       |
| Wolverhampton Wanderers | 7:1       | Académica de Coimbra    | 3:0      | 4:1       |
| Zagłębie Wałbrzych      | 4:2       | Sklo Union Teplice      | 1:0      | 3:2       |
| Željezničar Sarajevo    | 4:3       | FC Brügge               | 3:0      | 1:3       |
| SSC Neapel              | 1:2       | Rapid Bukarest          | 1:0      | 0:2       |
| Hallescher FC Chemie    | 0:0       | PSV Eindhoven           | 0:0      | 2         |
| Atlético Madrid         | (a)2:2(a) | Panionios Athen         | 2:1      | 0:1       |
| AC Mailand              | 7:0       | Digenis Akritas Morphou | 4:0      | 3:0       |

## 2. Runde
|                        | Gesamt    |                         | Hinspiel | Rückspiel |
| ---------------------- | --------- | ----------------------- | -------- | --------- |
| 1. FC Köln             | 4:5       | FC Dundee               | 2:1      | 2:4       |
| Rapid Bukarest         | 4:2       | Legia Warschau          | 4:0      | 0:2       |
| FC Nantes              | 0:1       | Tottenham Hotspur       | 0:0      | 0:1       |
| FC St. Johnstone       | 2:1       | Vasas Budapest          | 2:0      | 0:1       |
| FC Den Haag-ADO        | 1:7       | Wolverhampton Wanderers | 1:3      | 0:4       |
| Dinamo Zagreb          | (a)2:2(a) | SK Rapid Wien           | 2:2      | 0:0       |
| Eintracht Braunschweig | 4:3       | Atlético Bilbao         | 2:1      | 2:2       |
| AC Mailand             | 5:4       | Hertha BSC              | 4:2      | 1:2       |
| OFK Belgrad            | 1:5       | FC Carl Zeiss Jena      | 1:1      | 0:4       |
| Real Madrid            | (a)3:3(a) | PSV Eindhoven           | 3:1      | 0:2       |
| Rosenborg Trondheim    | (a)4:4(a) | Lierse SK               | 4:1      | 0:3       |
| Zagłębie Wałbrzych     | 2:3       | UTA Arad                | 1:1      | 1:2 n. V. |
| Željezničar Sarajevo   | (a)3:3(a) | FC Bologna              | 1:1      | 2:2       |
| Ferencváros Budapest   | 1         | Panionios Athen         |          |           |
| Juventus Turin         | 3:1       | FC Aberdeen             | 2:0      | 1:1       |
| Spartak Moskau         | 0:4       | Vitória Setúbal         | 0:0      | 0:4       |

## 3. Runde
|                        | Gesamt |                         | Hinspiel | Rückspiel |
| ---------------------- | ------ | ----------------------- | -------- | --------- |
| FC Carl Zeiss Jena     | 0:4    | Wolverhampton Wanderers | 0:1      | 0:3       |
| Eintracht Braunschweig | 3:6    | Ferencváros Budapest    | 1:1      | 2:5       |
| AC Mailand             | 3:2    | FC Dundee               | 3:0      | 0:2       |
| PSV Eindhoven          | 1:4    | Lierse SK               | 1:0      | 0:4       |
| SK Rapid Wien          | 1:5    | Juventus Turin          | 0:1      | 1:4       |
| FC St. Johnstone       | 2:5    | Željezničar Sarajevo    | 1:0      | 1:5       |
| UTA Arad               | 3:1    | Vitória Setúbal         | 3:0      | 0:1       |
| Tottenham Hotspur      | 5:0    | Rapid Bukarest          | 3:0      | 2:0       |

## Viertelfinale
|                      | Gesamt          |                         | Hinspiel | Rückspiel |
| -------------------- | --------------- | ----------------------- | -------- | --------- |
| AC Mailand           | 3:1             | Lierse SK               | 2:0      | 1:1       |
| UTA Arad             | 1:3             | Tottenham Hotspur       | 0:2      | 1:1       |
| Juventus Turin       | 2:3             | Wolverhampton Wanderers | 1:1      | 1:2       |
| Ferencváros Budapest | 3:3 (5:4 i. E.) | Željezničar Sarajevo    | 2:1      | 1:2 n. V. |

## Halbfinale
|                      | Gesamt |                         | Hinspiel | Rückspiel |
| -------------------- | ------ | ----------------------- | -------- | --------- |
| Ferencváros Budapest | 3:4    | Wolverhampton Wanderers | 2:2      | 1:2       |
| Tottenham Hotspur    | 3:2    | AC Mailand              | 2:1      | 1:1       |

## Finale

### Hinspiel
| Wolverhampton Wanderers                         | Wolverhampton Wanderers | Tottenham Hotspur | Tottenham Hotspur |
| ----------------------------------------------- | --- | --- | ----------------- |
| Wolverhampton Wanderers                         | \| 3. Mai 1972 in Wolverhampton (Molineux Stadium) \| \| Ergebnis: 1:2 (0:0) \| \| Zuschauer: 38.362 \| \| Schiedsrichter: Tofiq Bəhramov ( Sowjetunion) \|                            | \| 3. Mai 1972 in Wolverhampton (Molineux Stadium) \| \| Ergebnis: 1:2 (0:0) \| \| Zuschauer: 38.362 \| \| Schiedsrichter: Tofiq Bəhramov ( Sowjetunion) \|                                                | Tottenham Hotspur |
| Wolverhampton Wanderers                         | Phil Parkes – Bernard Shaw, Danny Hegan, Gerry Taylor, Frank Munro – John McAlle, Jim McCalliog – Kenny Hibbitt, John Richards, Derek Dougan, Dave Wagstaffe Cheftrainer: Bill McGarry | Pat Jennings – Joe Kinnear, Mike England, Phil Beal, Cyril Knowles – Martin Peters, Steve Perryman, Alan Mullery – Alan Gilzean, Martin Chivers, Ralph Coates (74. John Pratt) Cheftrainer: Bill Nicholson | Tottenham Hotspur |
| Wolverhampton Wanderers                         | 1:1 Jim McCalliog (72.) | 0:1 Martin Chivers (57.) 1:2 Martin Chivers (87.) | Tottenham Hotspur |
| 3. Mai 1972 in Wolverhampton (Molineux Stadium) | | |                   |
| Ergebnis: 1:2 (0:0)                             | | |                   |
| Zuschauer: 38.362                               | | |                   |
| Schiedsrichter: Tofiq Bəhramov ( Sowjetunion)   | | |                   |

### Rückspiel
| Tottenham Hotspur                                 | Tottenham Hotspur | Wolverhampton Wanderers | Wolverhampton Wanderers |
| ------------------------------------------------- | --- | --- | ----------------------- |
| Tottenham Hotspur                                 | \| 17. Mai 1972 in London (White Hart Lane) \| \| Ergebnis: 1:1 (1:1) \| \| Zuschauer: 54.303 \| \| Schiedsrichter: Laurens van Ravens ( Niederlande) \|                                  | \| 17. Mai 1972 in London (White Hart Lane) \| \| Ergebnis: 1:1 (1:1) \| \| Zuschauer: 54.303 \| \| Schiedsrichter: Laurens van Ravens ( Niederlande) \|                                                                   | Wolverhampton Wanderers |
| Tottenham Hotspur                                 | Pat Jennings – Joe Kinnear, Mike England, Phil Beal, Cyril Knowles – Martin Peters, Steve Perryman, Alan Mullery – Alan Gilzean, Martin Chivers, Ralph Coates Cheftrainer: Bill Nicholson | Phil Parkes – Bernard Shaw, Danny Hegan, Gerry Taylor, Frank Munro – John McAlle, Jim McCalliog – Kenny Hibbitt (60. Mike Bailey), John Richards, Derek Dougan (75. Hugh Curran), Dave Wagstaffe Cheftrainer: Bill McGarry | Wolverhampton Wanderers |
| Tottenham Hotspur                                 | 1:0 Alan Mullery (27.) | 1:1 Dave Wagstaffe (39.) | Wolverhampton Wanderers |
| 17. Mai 1972 in London (White Hart Lane)          | | |                         |
| Ergebnis: 1:1 (1:1)                               | | |                         |
| Zuschauer: 54.303                                 | | |                         |
| Schiedsrichter: Laurens van Ravens ( Niederlande) | | |                         |

## Beste Torschützen
| Rang | Spieler            | Klub                    | Tore |
| ---- | ------------------ | ----------------------- | ---- |
| 1    | Ludwig Bründl      | Eintracht Braunschweig  | 10   |
| 2    | Derek Dougan       | Wolverhampton Wanderers | 9    |
| 3    | Martin Chivers     | Tottenham Hotspur       | 8    |
| 4    | László Branikovits | Ferencváros Budapest    | 7    |
| 5    | Alan Gilzean       | Tottenham Hotspur       | 6    |
|      | Josip Bukal        | Željezničar Sarajevo    | 6    |
| 7    | Silvano Villa      | AC Mailand              | 5    |
|      | John Duncan        | FC Dundee               | 5    |
|      | Flavius Domide     | UTA Arad                | 5    |
|      | Flórián Albert     | Ferencváros Budapest    | 5    |
|      | Lajos Kü           | Ferencváros Budapest    | 5    |

## Eingesetzte Spieler Tottenham Hotspur
| Tottenham Hotspur | |
| Tottenham Hotspur | - Tor: Pat Jennings (12/-) - Abwehr: Cyril Knowles (12/1); Mike England (11/1); Phil Beal (10/-); Ray Evans (6/-); Joe Kinnear (6/-); Terry Naylor (4/-); Peter Collins (2/-) - Mittelfeld: Steve Perryman (12/3); Martin Peters (12/2); Alan Mullery (7/4); John Pratt (6/-); Phil Holder (1/-) - Sturm: Martin Chivers (11/8); Alan Gilzean (11/6); Ralph Coates (9/2); Jimmy Pearce (5/1); James Neighbour (4/-); Roger Morgan (3/1) - Trainer: Bill Nicholson |

* Graeme Souness (1/-) hat den Verein während der Saison verlassen.